# 25025 Joshuavo
25025 Joshuavo è un asteroide della fascia principale. Scoperto nel 1998, presenta un'orbita caratterizzata da un semiasse maggiore pari a 2,7452811 UA e da un'eccentricità di 0,1346536, inclinata di 8,78350° rispetto all'eclittica.